# Showgirl: The Greatest Hits Tour
Showgirl: The Greatest Hits Tour je koncertna turneja avstralske pevke Kylie Minogue. Kylie Minogue je v sklopu turneje najprej nameravala nastopiti v Aziji in Avstraliji, vendar je bila mnogo koncertov primorana odpovedati potem, ko so ji diagnosticirali raka na prsih. Po zdravljenju je 11. novembra 2006 ponovno pričela s turnejo, le da jo je preimenovala v Showgirl: The Homecoming Tour. Z nekaj novimi pesmimi in kostumi je nastopila v centru Sydney Entertainment. S turnejo je Kylie Minogue samo v Združenem kraljestvu zaslužila 19,9 milijonov $.

## Seznam pesmi
Akt 1: Showgirl
- »Uvertura« (inštrumentalni uvod)
- »Better the Devil You Know«
- »In Your Eyes«
- »Giving You Up«
- »On a Night Like This«

Akt 2: Smejoča se Kylie
- Mešano:
  -  »Shocked« (vključuje elemente pesmi »Do You Dare?«, »It's No Secret«, »Give Me Just a Little More Time«, »Keep on Pumpin' It« in »What Kind of Fool (Heard All That Before)«)
  -  »What Do I Have to Do?« (vključuje elemente pesmi »Over Dreaming (Over You)«)
  -  »Spinning Around« (vključuje elemente pesmi »Step Back in Time«, »Finally« in »Such a Good Feeling«)

Akt 3: Denial
- »In Denial« (virtualni duet z Neilom Tennantom)
- »Je Ne Sais Pas Pourquoi«
- »Confide in Me«

Akt 4: Kar si Kylie zaželi, Kylie dobi
- »Red Blooded Woman« (vključuje elemente pesmi »Where the Wild Roses Grow«)
- »Slow«
- »Please Stay«

Akt 5: Sanje
- »Over the Rainbow«
- »Come into My World«
- »Chocolate«
- »I Believe in You«
- »Dreams«

Akt 6: Kyliečasto
- »Hand on Your Heart«
- »The Loco-Motion«
- »I Should Be So Lucky«
- »Your Disco Needs You«

Akt 7: Dekle iz diska v vesolju
- »Put Yourself in My Place«
- »Can't Get You Out of My Head«

Dodatek
- »Especially for You« (z elementi pesmi »Love's in Need of Love Today«)
- »Love at First Sight«

## Datumi koncertov
| Datum          | Mesto      | Država     | Prizorišče                                |
| -------------- | ---------- | ---------- | ----------------------------------------- |
| Evropa         |            |            |                                           |
| 19. marec 2005 | Glasgow    | Škotska    | Center Scottish Exhibition and Conference |
| 20. marec 2005 | Glasgow    | Škotska    | Center Scottish Exhibition and Conference |
| 22. marec 2005 | Glasgow    | Škotska    | Center Scottish Exhibition and Conference |
| 23. marec 2005 | Glasgow    | Škotska    | Center Scottish Exhibition and Conference |
| 24. marec 2005 | Glasgow    | Škotska    | Center Scottish Exhibition and Conference |
| 26. marec 2005 | Pariz      | Francija   | Zénith de Paris                           |
| 27. marec 2005 | Rotterdam  | Nizozemska | Ahoy Rotterdam                            |
| 28. marec 2005 | Antwerp    | Belgija    | Sportpaleis                               |
| 30. marec 2005 | Dunaj      | Avstrija   | Wiener Stadthalle                         |
| 31. marec 2005 | München    | Nemčija    | Olympiahalle                              |
| 1. april 2005  | Basel      | Švica      | Arena St. Jakobshalle                     |
| 3. april 2005  | Aalborg    | Danska     | Gigantium                                 |
| 4. april 2005  | Hamburg    | Nemčija    | Arena Color Line                          |
| 5. april 2005  | Cologne    | Nemčija    | Arena Kölnarena                           |
| 7. april 2005  | Dublin     | Irska      | Gledališče Point                          |
| 8. april 2005  | Dublin     | Irska      | Gledališče Point                          |
| 9. april 2005  | Dublin     | Irska      | Gledališče Point                          |
| 11. april 2005 | Dublin     | Irska      | Gledališče Point                          |
| 12. april 2005 | Dublin     | Irska      | Gledališče Point                          |
| 15. april 2005 | Birmingham | Anglija    | Arena NEC                                 |
| 16. april 2005 | Birmingham | Anglija    | Arena NEC                                 |
| 17. april 2005 | Birmingham | Anglija    | Arena NEC                                 |
| 19. april 2005 | Birmingham | Anglija    | Arena NEC                                 |
| 20. april 2005 | Birmingham | Anglija    | Arena NEC                                 |
| 21. april 2005 | Birmingham | Anglija    | Arena NEC                                 |
| 23. april 2005 | Manchester | Anglija    | Arena Manchester                          |
| 24. april 2005 | Manchester | Anglija    | Arena Manchester                          |
| 26. april 2005 | Manchester | Anglija    | Arena Manchester                          |
| 27. april 2005 | Manchester | Anglija    | Arena Manchester                          |
| 28. april 2005 | Manchester | Anglija    | Arena Manchester                          |
| 30. april 2005 | London     | Anglija    | Razstavni center Earls Court              |
| 1. maj 2005    | London     | Anglija    | Razstavni center Earls Court              |
| 2. maj 2005    | London     | Anglija    | Razstavni center Earls Court              |
| 4. maj 2005    | London     | Anglija    | Razstavni center Earls Court              |
| 5. maj 2005    | London     | Anglija    | Razstavni center Earls Court              |
| 6. maj 2005    | London     | Anglija    | Razstavni center Earls Court              |
| 7. maj 2005    | London     | Anglija    | Razstavni center Earls Court              |

### Zaslužek
| Prizorišče  | Mesto      | Prodane vstopnice/vstopnice na voljo | Dobiček      |
| ----------- | ---------- | ------------------------------------ | ------------ |
| NEC         | Birmingham | 65.976 / 65.976 (100%)               | 4.572.554 $  |
| SECC        | Glasgow    | 43.100 / 43.100 (100%)               | 3.040.468 $  |
| MEN         | Manchester | 74.060 / 74.060 (100%)               | 5.234.740 $  |
| Earls Court | London     | 105.840 / 105.840 (100%)             | 7.125.132 $  |
|             | SKUPAJ     | 288.976 / 288.976 (100%)             | 19.972.894 $ |

## DVD
Nastop v Londonu, Anglija 6. maja 2005 so posneli in ga izdali preko DVD-ja in na televiziji. DVD je 28. novembra 2005 izdali preko založbe Universal Media Disc. DVD je vključeval tudi kratek dokumentarni prispevek z naslovom »Za perjem« in dodatne fotografije.
DVD je postal šesti najbolje prodajani DVD v Avstraliji leta 2005. Do leta 2006 je za uspešno prodajo v Avstraliji prejel štirikratno platinasto certifikacijo. DVD Kylie Showgirl je bil na podelitvi nagrad ARIA Music Awards leta 2006 nominiran v kategoriji za »najboljši glasbeni DVD«, ki pa ga je nazadnje dobil Eskimo Joe.
12. decembra 2005 je Kylie Minogue izdala EP, ki je vključeval osem pesmi, ki so jih izvedli na koncertu v Londonu, Anglija med turnejo Showgirl - The Greatest Hits Tour.

## Ostali ustvarjalci
- Urejanje: Russel Thomas
- Producenti: Bill Lord, Kylie Minogue in Terry Blamey
- Oblikovanje: William Baker in Alan MacDonald
- Glasbeni producent: Steve Anderson
- Koreografija: Michael Rooney in Rafael Bonachela
- Kostumi: John Galliano, Karl Lagerfeld, Julien Macdonald, Ed Meadham in Gareth Pugh
- Čevlji: Manolo Blahnik
- Nakit: Bvlgari
- Urejanje: Stephen Jones
- Frizer: Karen Alder